# Lycosa shaktae
Lycosa shaktae is een spinnensoort in de taxonomische indeling van de wolfspinnen (Lycosidae).
Het dier behoort tot het geslacht Lycosa. De wetenschappelijke naam van de soort werd voor het eerst geldig gepubliceerd in 2001 door Bhandari & Pawan U. Gajbe.